# Zatoka (Miłomłyn)
Zatoka (deutsch Emilienthal) ist ein Ort in der polnischen Woiwodschaft Ermland-Masuren. Er ist Teil der Stadt Miłomłyn (deutsch Liebemühl) im Powiat Ostródzki (Kreis Osterode in Ostpreußen).

## Geographische Lage
Zatoka liegt im äußersten Nordwesten der Stadt Miłomłyn am Südufer des Großen Eyling-Sees (polnisch Jezioro Ilińsk) im Westen der Woiwodschaft Ermland-Masuren, elf Kilometer nordwestlich der Kreisstadt Ostróda (Osterode in Ostpreußen).

## Geschichte
Der noch bis zum 28. April 1882 Abbau Stienß genannte Ort war vor 1945 in die Stadtgemeinde Liebemühl (polnisch Miłomłyn) eingegliedert. Von Bedeutung waren eine Ziegelei sowie eine Ofenkachelfabrik, die ihren Standort in Emilienthal hatten. 
Mit der Stadt Liebemühl innerhalb des gesamten südlichen Ostpreußens kam Emilienthal 1945 in Kriegsfolge zu Polen und erhielt die polnische Namensform „Zatoka“. Wie vor 1945 ist der Ort jetzt „część miasta Miłomłyn“ (= ein „Teil der Stadt Miłomłyn“) im Powiat Ostródzki (Kreis Osterode in Ostpreußen), bis 1998 der Woiwodschaft Olsztyn, seither der Woiwodschaft Ermland-Masuren zugehörig.

## Kirche
Bis 1945 war Emilienthal in die evangelische Pfarrkirche Liebemühl in der Kirchenprovinz Ostpreußen der Kirche der Altpreußischen Union, außerdem in die römisch-katholische Kirche der Stadt Liebemühl eingegliedert. Während das jetzige Zatoka katholischerseits zur St.-Bartholomäus-Kirche Miłomłyn im Bistum Elbląg (Elbing) gehört, orientieren sich die evangelischen Einwohner zur Kirche in Ostróda (Osterode i. Ostpr.).

## Verkehr
Zatoka liegt an einer Nebenstraße, die von Słonecznik (Sonnenborn) über Bartężek (Bärting) und Tarda (Tharden) in das Zentrum von Miłomłyn führt. Eine Anbindung an den Bahnverkehr besteht nicht mehr.

## Persönlichkeiten
- Erich O. Krueger (1895–1956), deutscher Fotograf